# Chilicola unicarinata
Chilicola unicarinata är en biart som beskrevs av Packer 2007. Chilicola unicarinata ingår i släktet Chilicola och familjen korttungebin. Inga underarter finns listade i Catalogue of Life.